# 桂三発
桂 三発（かつら さんぱつ、1964年（昭和39年）1月18日 - ）は三重県津市（旧安芸郡安濃町）出身の落語家、政治家。本名は宇陀 照良（うだ てるよし）。高田高等学校卒業。
落語家の他、司会業やバルーンショーや手品なども行う。旧安濃町議会議員を2期務めた後、2010年に津市議会議員に当選（以降、4選）。会派は一津会。政治活動も桂三発の名前で行っている。地元を中心にした落語家としての活動も引き続き積極的に行っている。

## 略歴
- 1982年（昭和57年）2月 - 桂三枝（現六代桂文枝）に入門
- 1999年 （平成11年）11月 - 旧安濃町議会議員選挙当選（無所属）
- 2006年 （平成18年）1月 - 旧安濃町ら10市町村合併による新津市の発足に伴い失職。津市議会議員選挙落選
- 2010年 (平成22年)　1月 - 津市議会議員選挙当選（無所属）。以降2014年、2018、2022年[1]と連続で当選し現在4期目（2018年は民進党公認、2022年は立憲民主党公認で当選）。